# Zomp

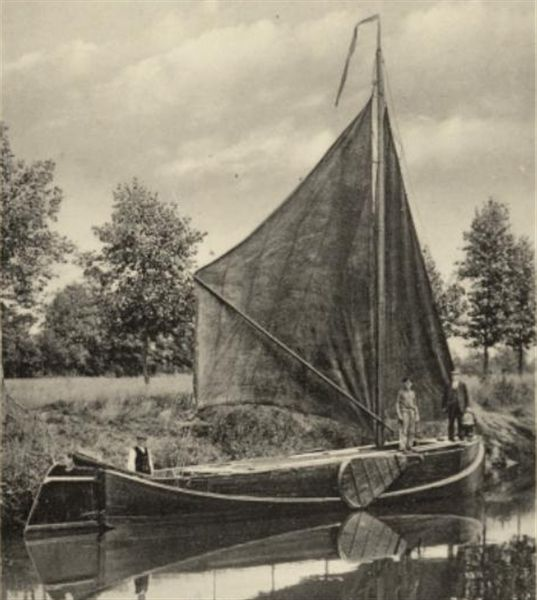
Laatste originele Enterse zomp in 1920 afgemeerd bij Rijssen

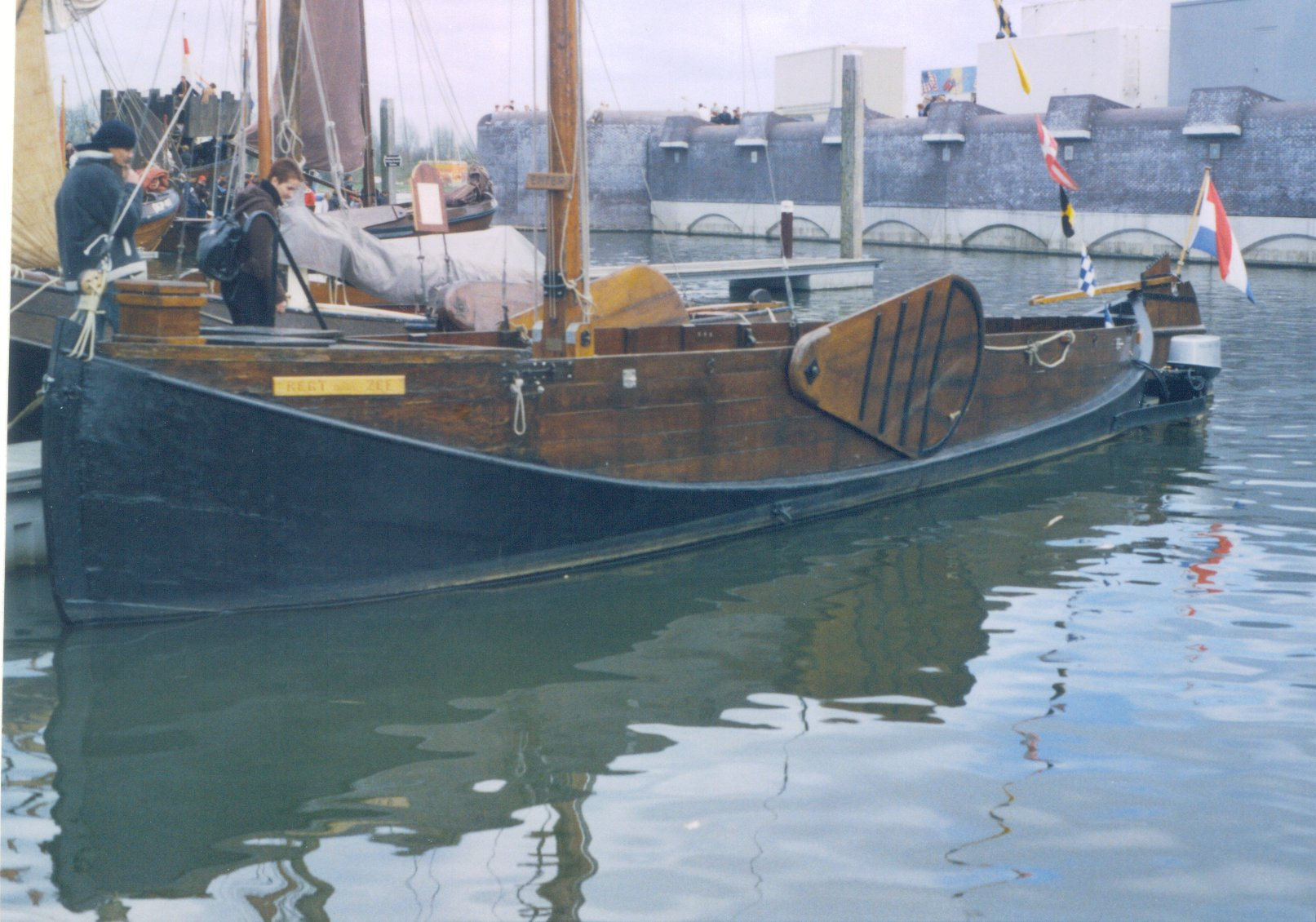
Replica 'Regt door zee', zijaanzicht

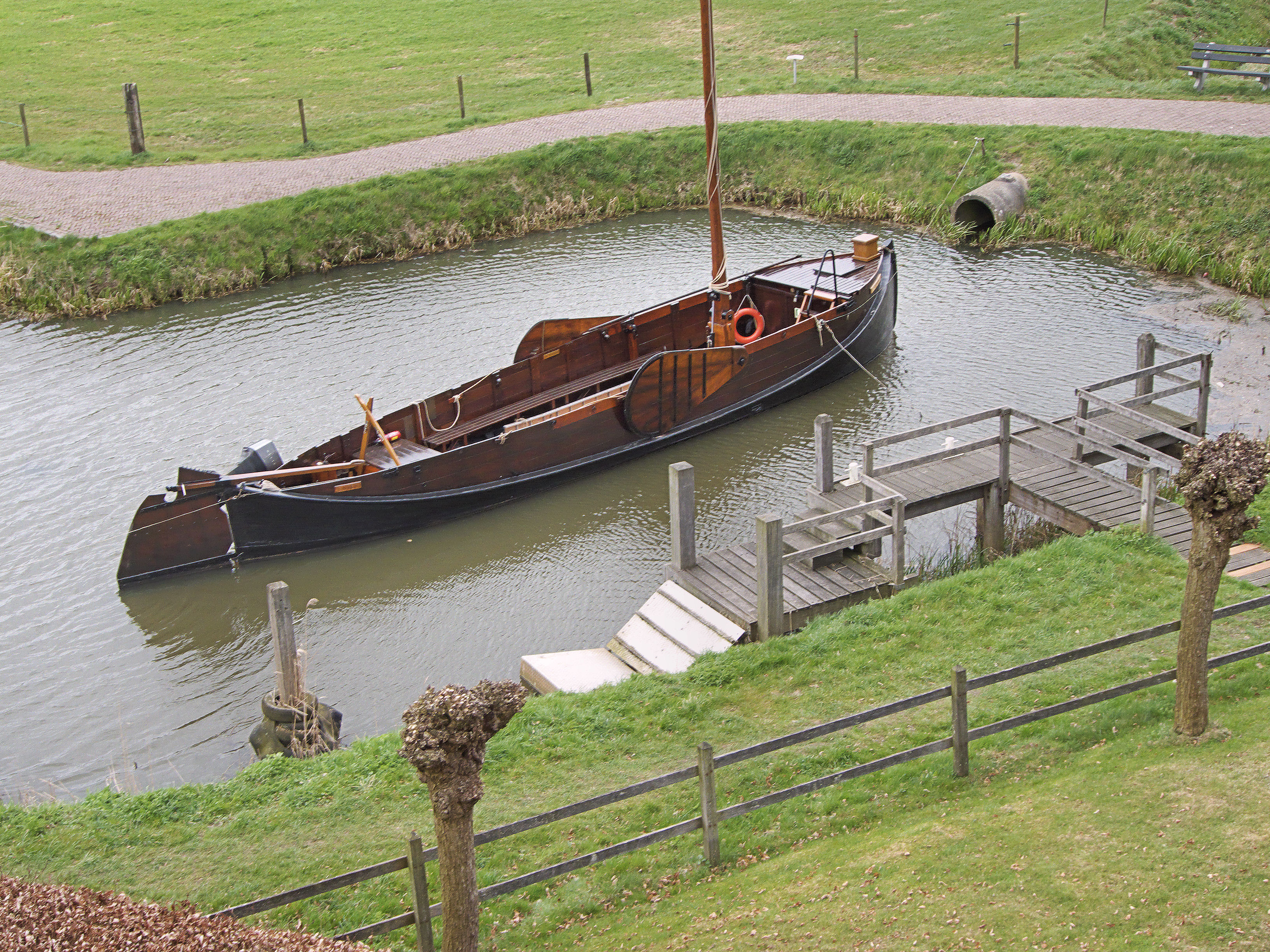
Bovenaanzicht

De zomp is een oud scheepstype, dat vooral werd gebruikt ten oosten van de IJssel. Op de rivieren en beken, Overijsselse Vecht, Regge, Schipbeek en Berkel werden deze scheepjes gebruikt tussen 1670 en 1925. De zomp is als type een praam. Ze heeft echter breed uitwaaierende zijden, en daardoor een zeer diepe zeeg. Daarop werden verticale afneembare zijboorden geplaatst (opboeisels). Hierdoor ontstond een groot laadruim bij geringe diepgang.

## Geschiedenis
In de tweede helft van de zeventiende eeuw groeide in het oosten van Nederland de behoefte aan een vervoermiddel dat een grotere capaciteit had dan paard en wagen en bovendien minder gehinderd werd door de vaak slecht begaanbare zandpaden. Zodoende ontwikkelde men de zomp, een platboomd scheepje dat kon worden gezeild, geboomd of getrokken. Er waren verschillende typen zompen. Zo was de Berkelzomp wat kleiner en de Vriezenveense turfzomp aanmerkelijk kleiner dan andere typen.
Wat grotere zompen bevoeren ook de Zuiderzee richting Friesland en Holland. Vanuit Deventer vertrok in de achttiende eeuw wekelijks de boterzomp met boter voor de markt in Amsterdam. Na 1850 verminderde het gebruik van de zomp. In de Franse tijd was begonnen met de verbetering van de wegen. Er werden ook kanalen gegraven voor grotere schepen en wat later legde men de spoorwegen aan.
De laatste zomp ging in 1925 uit de vaart en belandde in 1942 in het Openluchtmuseum in Arnhem, waar het scheepje tijdens gevechtshandelingen gedurende Operatie Market Garden zwaar werd beschadigd. Na de oorlog zijn de resten naar het Zuiderzeemuseum in Enkhuizen overgebracht. Daar heeft men alles op tekening vastgelegd. Met behulp van deze tekeningen en andere informatie die van de brokstukken is verkregen werd in 1986 een replica gebouwd. Dit schip, de Regt door Zee, ligt in Rijssen in de Regge en wordt onderhouden door een stichting. In de zomermaanden kunnen er tochtjes mee worden gemaakt door toeristen en andere belangstellenden. Vrijwilligers van de Regionale Stichting Enterse Zomp hebben tussen januari 2010 en september 2011 op de Enterse Waarf een tweede replica gebouwd, De Vriendschap. Sinds het voorjaar 2012 worden ook daar tochten mee over de Regge gemaakt. De brokstukken van de laatste oude zomp, de in 1875 te water gelaten Regt door Zee van schipper Jans ten Berge, liggen nu in het Zompenmuseum te Enter.
Ook in Borculo werd een nieuwe zomp gebouwd: de Jappe werd op 27 april 1989 te water gelaten. Sindsdien wordt ermee over de Berkel gevaren met toeristen. Eerst alleen richting Almen en Lochem, maar sinds de opening van een nieuwe brug in maart 2024 kan ook worden doorgevaren tot in de oude binnenstad van Borculo.

## Bouw
Een gemiddelde zomp had een laadvermogen van 8 ton, was ongeveer 12 meter lang en ongeveer 2,5 meter breed. De platbodem met een diepgang van 40 centimeter was bij uitstek geschikt voor de smalle, bochtige en ondiepe riviertjes in Oost-Nederland. Hij had een grootzeil en een fok. Wanneer er niet kon worden gezeild werd de schuit geboomd. Als de oever het toeliet kon de boot ook worden gejaagd. Het formaat liet toe dat één man een beladen scheepje aan de lijn tegen de stroom op kon trekken. Het scheepje had een klein vooronder waar de schipper en zijn knecht konden koken en slapen. Een verblijf in een herberg had echter de voorkeur.
Zompen werden voor het overgrote deel op enkele werven in Enter gebouwd. De belangrijkste scheepswerf was "Schuitemakers". Op het hoogtepunt van de zompenvaart rond 1850 waren er alleen al in Enter meer dan honderd boten van dit type. Enterse zompen voeren meestal vanuit hun thuisland naar Noordwest-Overijssel en Friesland en weleens naar Amsterdam over de Zuiderzee.
Met zompen werd van alles vervoerd: van eiken boomstammen tot aan inboedels bij verhuizing. In de 19e eeuw werden veel grondstoffen en producten van de Twentse textielindustrie van en naar Zwolle en Kampen gebracht. Na de komst van verharde wegen en spoorwegen ging de economische waarde van de zompen verloren.
Behalve de zomp Regt door Zee in Rijssen liggen ook in Borculo, Eibergen, Lochem, Almen, Enter, Hellendoorn, Dalfsen en Gramsbergen replica's van de Berkelzomp, de Vriezenveense turfzomp of de Vechtzomp waarmee tochtjes gemaakt kunnen worden.